# Seleção Burquinense de Voleibol Masculino
A seleção burquinense de voleibol masculino é uma equipe do continente africano, composta pelos melhores jogadores de voleibol de Burquina Fasso. É mantida pela Federação Burquinense de Voleibol (FBV). Encontra-se na 218ª posição do ranking mundial da FIVB segundo dados de setembro de 2021.